# Lưu Diên
Lưu Diên (chữ Hán: 劉延, ? - 117 TCN), tức Thành Dương Khoảnh vương (城陽頃王), là vương chư hầu thứ ba của nước Thành Dương thời nhà Hán trong lịch sử Trung Quốc.
Lưu Diên là con trai của Thành Dương Cung vương Lưu Hỉ, vương chư hầu thứ hai của nước Thành Dương. Năm 144 TCN, Lưu Hỉ qua đời, thụy là Cung vương. Lưu Diên lên nối tước vương ở Thành Dương.
Sử ký và Hán thư không cho biết những việc làm của Lưu Diên lúc sinh thời cũng như lúc làm Thành Dương vương.
Năm 117 TCN, Thành Dương vương Lưu Diên qua đời. Ông làm Thành Dương vương tổng cộng 28 năm, không rõ bao nhiêu tuổi, được ban thụy là Khoảnh vương. Con ông là Lưu Nghĩa nối tước, tức Thành Dương Kính vương.